# Alice Brown
Alice Regina Brown (Jackson, 20 settembre 1960) è un'ex velocista statunitense.
Ha vinto tre medaglie olimpiche, di cui due d'oro con la staffetta statunitense 4×100 metri (1984 e 1988) e una d'argento nei 100 metri piani (1984). Con la staffetta 4×100 m si è anche laureata campionessa mondiale a Roma 1987.

## Palmarès
| Anno | Manifestazione  | Sede        | Evento      | Risultato  | Prestazione | Note                  |
| ---- | --------------- | ----------- | ----------- | ---------- | ----------- | --------------------- |
| 1983 | Mondiali        | Helsinki    | 100 m piani | Semifinale | 11"33       |                       |
| 1983 | Mondiali        | Helsinki    | 4×100 m     | Batteria   | 44"20       |                       |
| 1984 | Giochi olimpici | Los Angeles | 100 m piani | Argento    | 11"13       |                       |
| 1984 | Giochi olimpici | Los Angeles | 4×100 m     | Oro        | 41"65       |                       |
| 1987 | Mondiali        | Roma        | 100 m piani | Semifinale | 11"07       |                       |
| 1987 | Mondiali        | Roma        | 4×100 m     | Oro        | 41"58       | Record dei campionati |
| 1988 | Giochi olimpici | Seul        | 4×100 m     | Oro        | 41"98       |                       |